# Мохоротубани
Мохоротубани (груз. მოხოროთუბანი) — село в Грузии, на территории Чиатурского муниципалитета края (мхаре) Имеретия.

## География
Село находится на западе центральной части Грузии, в долине реки Цихисцкали (правый приток реки Джручулы), на расстоянии приблизительно 6 километров (по прямой) к северо-северо-востоку от города Чиатура, административного центра муниципалитета. Абсолютная высота — 495 метров над уровнем моря.

## Население
По результатам официальной переписи населения 2014 года, в Мохоротубани проживало 128 человек (68 мужчин и 60 женщин). В национальной структуре населения грузины составляли 100 %.
| Год  | Население, человек |
| ---- | ------------------ |
| 2002 | 257                |
| 2014 | ↘ 128              |